# ヨナ

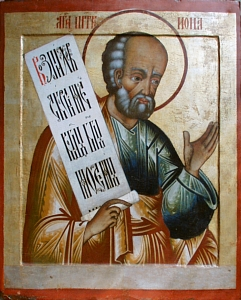
ヨナ（イオナ）のイコン（18世紀ロシア正教会、キジ島にある修道院のイコノスタスから）

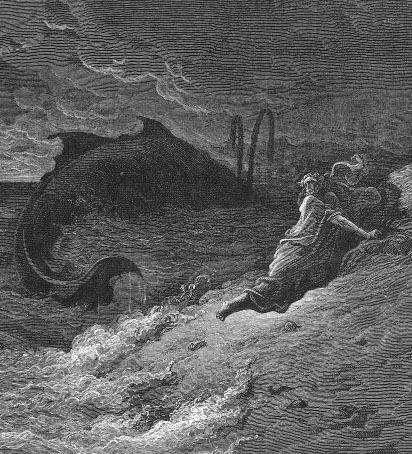
『大魚に吐き出されたヨナ』（ギュスターヴ・ドレ）

ヨナ（ヘブライ語: יוֹנָה Yonah ヘブライ語のヨナは鳩の意味、ギリシア語: Ιωνάς Ionas）は、ユダヤ人の預言者で、アミタイの子。列王記下14:25によれば、ガテ・へフェルの出身。旧約聖書の『ヨナ書』における主人公であるが、ヨナ書以外における旧約聖書での登場箇所は、前述の列王記下14:25のみである。
日本正教会でイオナ。正教会においては9月22日（ユリウス暦を使用する正教会ではグレゴリオ暦の10月5日に相当）を預言者イオナの記憶日としている。
クルアーンではユーノス（ユーヌス）と呼ばれる。

## ヨナ書の概要
『ヨナ書』によれば、アミタイの子ヨナに「主の言葉が臨んで」、「立って、あの大きな町ニネヴェに行き、これに向かって呼ばわれ。彼らの悪がわたしの前に上ってきたからである。」と言われた。
しかし、ニネヴェは当時のイスラエルの敵であったアッシリアの首都であったため、ヨナはこれを拒否。逃げようとして別方向の地中海の彼方のタルシシュへ向かう船にのる。しかし船が嵐に襲われたことからヨナの事情が他の船員の知るところとなり、海に放り込まれる。海はしずまった。ヨナは巨大な魚にのまれて3日3晩腹の中で祈っていた（ヨナ書1章 - 2章）。
ヨナは魚に吐き出されて陸地にでるとニネヴェに向かい、「あと40日したらニネヴェは滅びる。」と預言した。意外なことに異教徒であるニネヴェの民はそろって改心したため、神は災いを下すのをやめた（ヨナ書3章）。
この成り行きに怒ったヨナはニネヴェの成り行きを見極めようとして町の東に小屋を建ててすわっていた。神が暑さに苦しむヨナのためにとうごま（トウゴマ）の木を育ててヨナに日陰を作った。ヨナはとうごまを非常に喜んだが、神は翌日にこのとうごまを枯らした。とうごまの木のことで「生きるよりも死ぬ方がましです。」と怒るヨナに対し、神は「あなたは労せず、育てず、一夜に生じて一夜に滅びたこのとうごまをさえ、惜しんでいる。ましてわたしは12万あまりの、右左をわきまえない人々と、多くの家畜とのいるこの大きな町ニネヴェを、惜しまないでいられようか。」と教える（ヨナ書4章）。